# حلف مناهضة الكومنترن
حلف مناهضة الكومينترن اتفاق أبرمته ألمانيا النازية مع إمبراطورية اليابان - انضمت لهما في وقت لاحق بلدان أخرى - في 25 نوفمبر سنة 1936 وكان موجهًا ضد الأممية الشيوعية (الكومنترن) بصفة عامة، والاتحاد السوفيتي بشكل خاص.
كان الموقعون اليابانيون يتطلعون إلى أن يتحول حلف مناهضة الكومنترن إلى تحالف فعّال ضد الاتحاد السوفيتي، وبالتأكيد هذا أيضًا ما كان يراه الاتحاد السوفييتي في الحلف. كذلك تضمن الميثاق بروتوكولًا سريًا إضافيًا يحدّد سياسة عمل مشتركة بين ألمانيا واليابان موجّهة ضد الاتحاد السوفيتي. لكن بعد انضمام إيطاليا للحلف وخصوصًا بعد التقارب الألماني السوفييتي التالي لاتفاق مولوتوف-ريبنتروب فقد بدأ الحلف يتخذ وبشكل متزايد هوية معادية للغرب ولبريطانيا أيضًا.
بعد أغسطس عام 1939، نأت اليابان بنفسها عن ألمانيا بعد قيام الأخيرة بتوقيع معاهدة عدم الاعتداء مع الاتحاد السوفيتي. استُبدل حلف مناهضة الكومنترن في شهر سبتمبر 1940 بالاتفاق الثلاثي الذي وصف الولايات المتحدة بكونها تمثّل التهديد الرئيسي بدلًا عن الاتحاد السوفيتي، كانت هذه هي الوثيقة الرئيسية التي وحدت مصالح دول المحور. بعد ذلك أصبحت عملية تنسيب الأعضاء في حلف مناهضة الكومنترن عملية شكلية إلى حد كبير، وقد شهد تجديد المعاهدة في نوفمبر من عام 1941 انضمام عدد من الأعضاء الجدد إلى الحلف.
مضمون المعاهدة 1936
كانت المعاهدة التي حددت السياسة الألمانية اليابانية في مواجهة أنشطة الشيوعية الدولية سارية بشكل مبدئي لمدة خمس سنوات حتى نوفمبر 1941. وقع المتفقون على بروتوكولين إضافيين أحدهما كان عامًا، بينما كان الآخر سريًا وهو الموجه ضد الاتحاد السوفيتي تحديدًا. وُقعت المعاهدة في مكاتب وكالة ريبنتروب Dienststelle Ribbentrop بدلًا من وزارة الخارجية الألمانية. فسّر ريبنتروب ذلك عند إدلائه بشهادته في نورمبرغ برغبة هتلر في تجنب استعمال القنوات السياسة الألمانية الرسمية فيما وصفه ريبنتروب بأنه «سؤال إيديولوجي» وليس سياسيًا.

## نصوص وبروتوكولات حلف مناهضة الكومنترن

### الاتفاق الرئيسي
| الاتفاق الألماني الياباني ضد الشيوعية الدولية [25 نوفمبر 1936] إقرار حكومة الرايخ الألمانية وحكومة إمبراطورية اليابان بأن هدف الشيوعية الدولية المعروفة باسم الكومنترن هو تفكيك وإخضاع الدول القائمة بكل السبل المتاحة؛ وانطلاقًا من القناعة بأن التسامح مع تدخل الشيوعية الدولية في الشؤون الداخلية للأمم لا يعرض سلامها الداخلي والاجتماعي للخطر فحسب، بل يشكل تهديدًا للسلام العالمي أيضًا، وبناءً على رغبة الطرفين في الدفاع ضد التخريب الشيوعي فقد اتُفق على ما يلي: المادة 1: توافق الدول السامية الموقعة على إبلاغ بعضها البعض بأنشطة الشيوعية الدولية، والتشاور فيما بينها بشأن التدابير الوقائية اللازمة وتنفيذ هذه التدابير عبر التعاون الوثيق. المادة 2: توجه الأطراف السامية الموقعة دعوات الانضمام بصورة مشتركة إلى الأطراف الثالثة التي يتعرض سلامها الداخلي للتهديد جراء أنشطة الشيوعية الدولية، ذلك من أجل اتخاذ تدابير دفاعية مستقاة من روح هذا الاتفاق أو للمشاركة في الاتفاق الحالي. المادة 3: سيُعتبر النص الألماني وكذلك النص الياباني للاتفاق الحالي هو النص الأصلي للاتفاقية. يبدأ نفاذه في يوم التوقيع ويبقى ساري المفعول لفترة مدتها خمس سنوات. ستتوصل الأطراف السامية الموقعة قبل انتهاء مدة الاتفاقية إلى تفاهم بشأن طرق أخرى للتنسيق فيما بينها مستقبلًا. |

اعتُبر النص الكامل بشكله الأصلي في كل من النسختين الألمانية واليابانية، وحدد تاريخ إبرام المعاهدة في كلا نسختي البلدين في 25 نوفمبر 1936 وكذلك في 25 نوفمبر من العام الحادي عشر من فترة الشووا. حمل الاتفاق توقيعي كل من وزير الخارجية الألماني ريبنتروب والسفير الياباني في ألمانيا موشاكوجي. حددت مدة سريان المعاهدة بخمس سنوات بشكل مبدأي. كان من المفترض أن تستمر المعاهدة مدة عشر سنوات كما اقتُرح في مسودة المعاهدة الأولية في بايرويت، لكن تم التنازل عن ذلك وقصرت المدة بعد اعتراض وزارة الخارجية اليابانية.
اتفقت ألمانيا واليابان في المادة الأولى من المعاهدة على تشارك المعلومات حول أنشطة الكومنترن وعلى التخطيط للعمليات الموجهة ضد هذه الأنشطة بصورة مشتركة. في المادة الثانية، فتح الطرفان المجال أمام إمكانية توسيع نطاق المعاهدة حتى تشمل دولا أخرى «يتعرض سلامها الداخلي للخطر بسبب الأنشطة التخريبية للشيوعية الدولية». يمكن أن توجه دعوة الانضمام إلى طرف ثالث بعد موافقة الطرفين بشكل صريح وبصورة مشتركة. أشارت وسائل الإعلام الحكومية الألمانية إلى خطورة الكومنترن التخريبية، عندما وعلى سبيل المثال سردت صحيفة Völkischer Beobachter مختلف أنشطة الشيوعية في المجر ومانشوكو على أنها سبب انضمام كلا البلدين إلى الحلف في فبراير 1939.

### ملحق البروتوكول
| البروتوكول الملحق [بالاتفاق الألماني الياباني ضد الشيوعية الدولية] [25 نوفمبر 1936] بمناسبة التوقيع اليوم على الاتفاق ضد الشيوعية الدولية، وافق المفوضون الموقعون أدناه على ما يلي: أ‌) ستتعاون السلطات المختصة في كل من الدولتين الساميتين الموقعتين تعاونًا وثيقًا بخصوص المسائل المتعلقة بتبادل المعلومات حول أنشطة الشيوعية الدولية وأيضًا بخصوص التحقيقات والتدابير الدفاعية المتخذة ضد الشيوعية الدولية. ب‌) ستتخذ السلطات المختصة في كل من الدولتين الساميتين الموقعتين إجراءات صارمة ضمن إطار القوانين القائمة ضد هؤلاء الذين يعملون بشكل مباشر أو غير مباشر في خدمة الشيوعية الدولية أو يروجون لأنشطتها التخريبية، سواء كانوا في الداخل أو في الخارج. ت‌) بغرض تسهيل التنسيق بين السلطات المختصة المنصوص عليها في الفقرة (أ)، سيتم تشكيل لجنة دائمة. ستعمل هذه اللجنة على النظر في التدابير الدفاعية الأخرى اللازمة من أجل التصدي لأنشطة الشيوعية الدولية التخريبية، وستناقش هذه التدابير. |

وُقع على ملحق البروتوكول إلى جانب الاتفاق الرئيسي في ذات اليوم، 25 نوفمبر 1936 / شووا 11. حمل البروتوكول الملحق أيضًا كما في الاتفاق الرئيسي توقيعي ريبنتروب وموشاكوجي.
وافقت ألمانيا واليابان في المادة الأولى على أن تتعاون السلطات المختصة فيهما «تعاونًا وثيقًا فيما يخص تبادل التقارير والمعلومات المتعلقة بأنشطة الشيوعية الدولية واتخاذ التدابير الدفاعية ضد الكومنترن». وافق الطرفان الموقعان أيضًا في المادة الثانية على قيام السلطات المختصة فيهما «باتخاذ تدابير صارمة ضمن إطار القوانين القائمة ضد هؤلاء الذين يعملون بشكل مباشر أو غير مباشر في خدمة الكومنترن سواء كانوا في الداخل أو في الخارج».

### البروتوكول السري الإضافي
| نص البروتوكول السري المضاف إلى الاتفاق الألماني الياباني [25 نوفمبر 1936] إقرار حكومة الرايخ الألمانية وحكومة اليابان الإمبراطورية بأن حكومة الاتحاد السوفييتي تعمل في سياق تحقيق أهداف الشيوعية الدولية وتعزم على توظيف جيشها لهذا الغرض؛ اقتناعًا بأن هذه الحقيقة لا تهدد وجود الدولتين الساميتين الموقعتين فحسب، بل تشكل خطرًا كبيرًا على السلام العالمي أيضًا؛ ومن أجل حماية مصالحهما المشتركة تم التوافق على ما يلي: المادة 1: في حال أصبحت إحدى الدول الموقعة هدفًا لهجوم غير مبرر أو هددت بالهجوم عليها من قبل الاتحاد السوفييتي، فإن الدولة السامية الموقعة الأخرى تلتزم بعدم اتخاذ أي إجراءات من شأنها أن تخفف من حدة الوضع لصالح الاتحاد السوفييتي. في حال حصول الحالة الموصوفة في الفقرة 1 فإن على الدول السامية الموقعة أن تتشاور بشكل فوري حول أي التدابير يجب اتخاذها من أجل حماية مصالحهما المشتركة. المادة 2: طوال مدة الاتفاق الحالي، لن تبرم الدول السامية الموقعة أي معاهدات سياسية مع الاتحاد السوفييتي تتعارض مع روح هذا الاتفاق دون أن يكون هناك قبول متبادل. المادة 3: سيُعتبر النص الألماني كذلك النص الياباني للاتفاق الحالي هو النص الأصلي. يبدأ نفاذ الاتفاق بشكل متزامن مع الاتفاق ضد الشيوعية الدولية الموقع اليوم وسيبقى ساريًا لنفس المدة. |